# Eickener Straße 133 (Mönchengladbach)

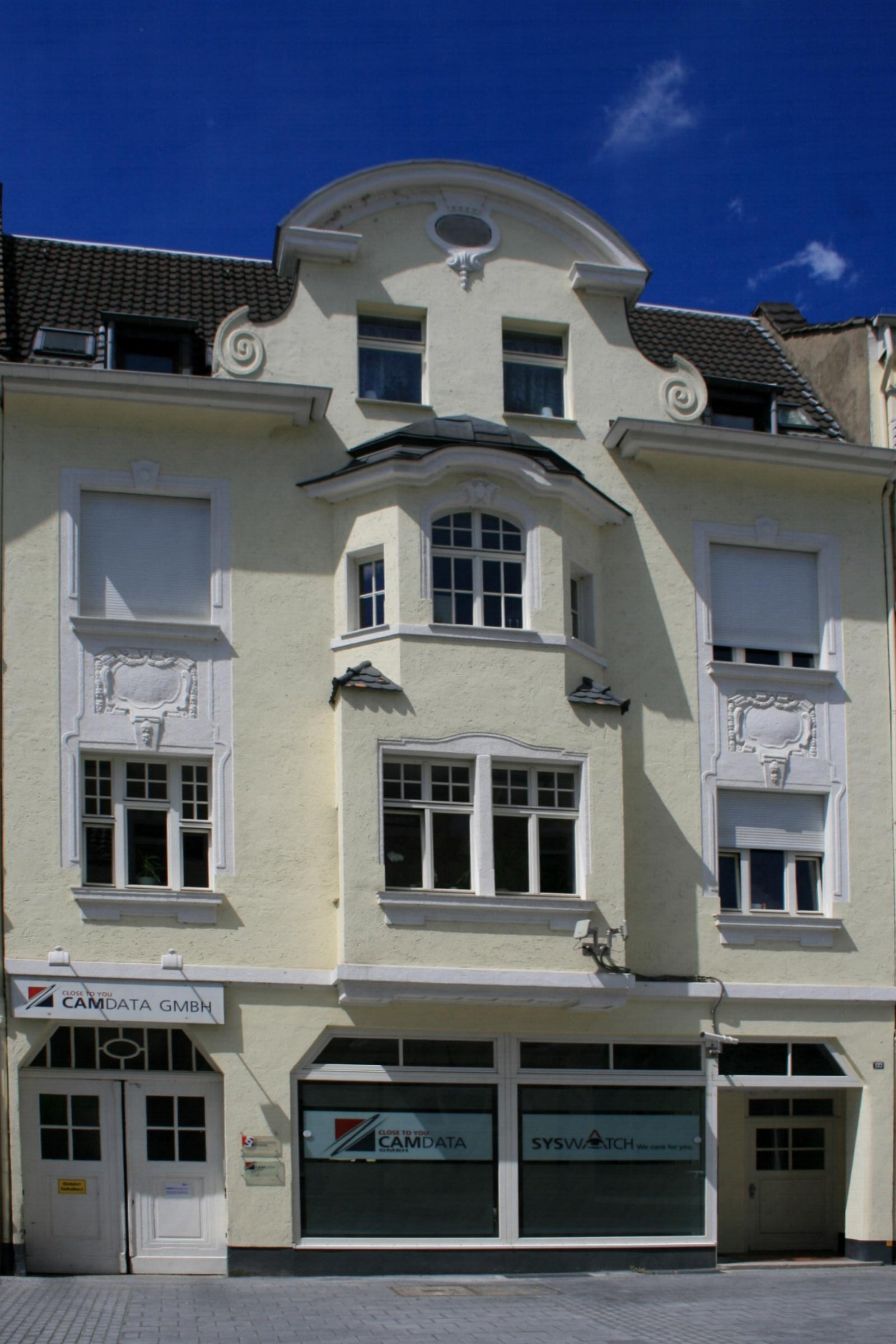
Wohngeschäftshaus (2010)

Das Wohngeschäftshaus Eickener Straße 133  steht im Stadtteil Eicken in Mönchengladbach (Nordrhein-Westfalen).
Das Haus wurde 1910 erbaut. Es ist unter Nr. E 024 am 27. Februar 1991 in die Denkmalliste der Stadt Mönchengladbach eingetragen worden.

## Architektur
Das Gebäude befindet sich auf der westlichen Seite der Eickener Straße im Zentrum Eickens, nördlich des „Aretz-Plätzchens“. Es handelt sich um ein dreigeschossiges, unregelmäßig dreiachsiges Gebäude mit ausgebautem Dachgeschoss und Zwerchgiebel.